# 国鉄色

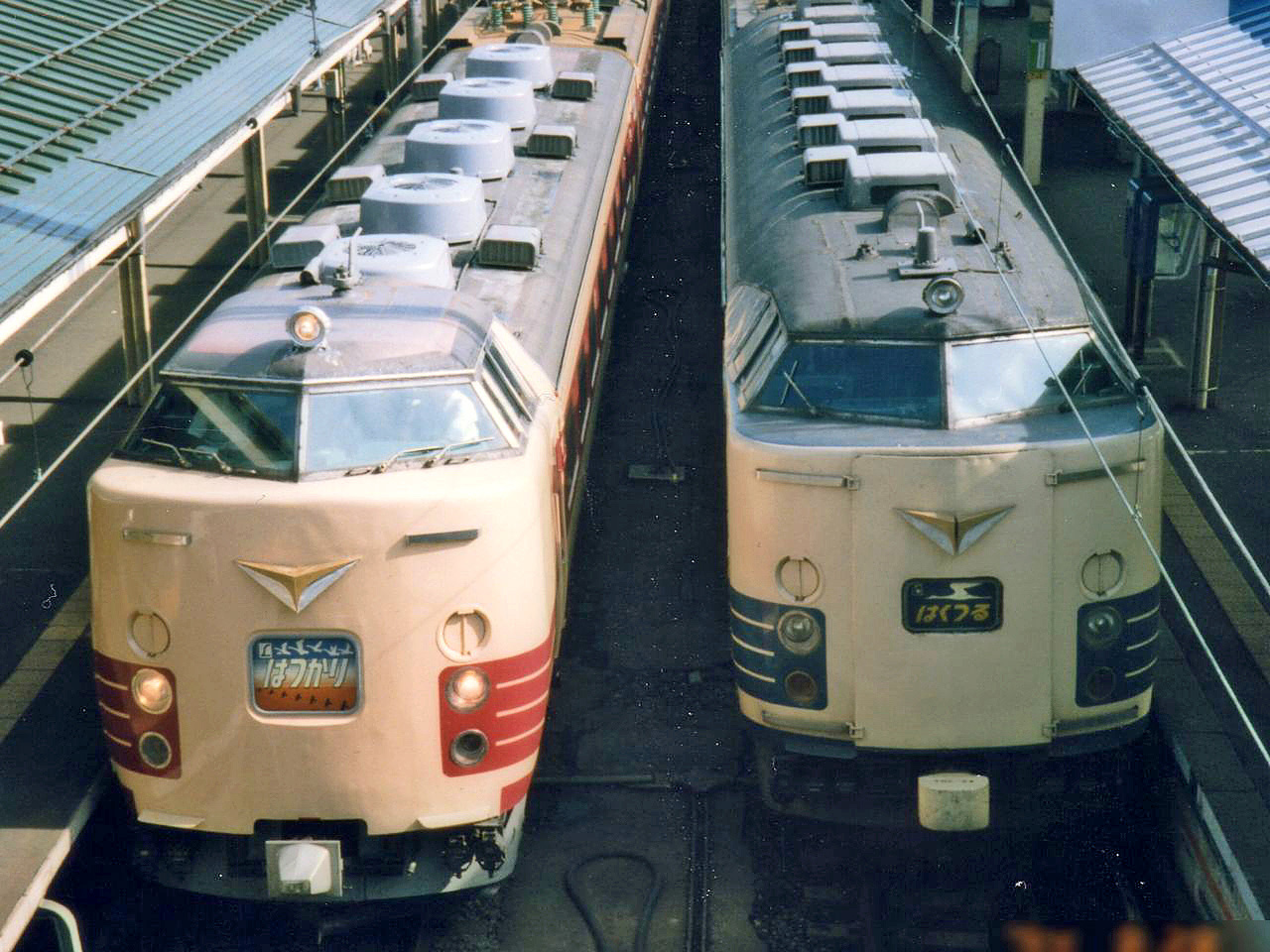
国鉄色塗装の485系（左）と583系（右）

国鉄色（こくてつしょく/こくてついろ）とは、日本国有鉄道（国鉄）とその後継であるJR各社で採用されている車体の塗装の総称。

## 概要
本来、言葉通りの意味からは「国鉄時代に制定された塗装」と解釈することも出来るが、趣味者の用法としては国鉄時代末期に出現した地域カラーは除かれる場合が多く、「国鉄時代に特定の地域に限定されず全国区で採用された塗装」と言う意味合いで使われる場合が多い。例えば交直流急行形電車の場合、国鉄時代末期になって各地区で様々な塗装が登場した。これらは登場こそ国鉄時代であるが、国鉄色と呼ばれることは稀である。
ただし、青緑1号のように登場後一貫して線区限定で使用された色もあり、明確な基準はない。

## 沿革

### 戦後まで

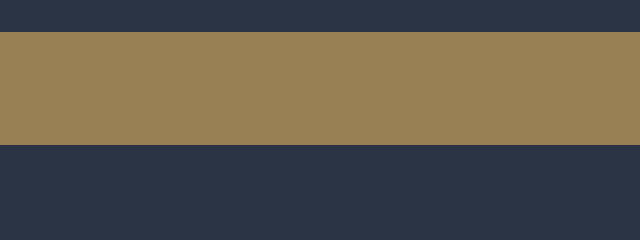
戦前の気動車の標準色（青3号と黄かっ色2号）

戦前より蒸気機関車には黒色、客車にはぶどう色1号、電気機関車・ディーゼル機関車および電車にはぶどう色2号の塗装が採用されていた。これは、蒸気機関車の煤煙やブレーキの制輪子によって汚れるため、明るい塗装をしないほうが良いと考えられたことや、塗装にかかるコストが捻出できなかったとも言われていた。ただし、気動車については1935年以降藍青色と灰黄色の塗り分けが採用されており、戦前唯一の軽快色とも言われていた。また電車も京阪神地区の急行電車用として製造されたモハ52形は登場時から1942年の急行運転廃止までクリーム色と茶色の塗り分け（時期によりパターンが異なる）がなされていたほか、関東地区でも1940年に予定されていた東京オリンピックに向け「オリンピック塗装」と呼ばれる数パターンの塗り分けが試験的に施されたことがあった。
戦後の1948年に、線路を共用していた山手線と京浜東北線の誤乗防止のため、山手線用電車を緑色（用途の途絶した軍用塗料の流用といわれる）に塗ったことがあったが、両線用の電車の転属が相互に繰り返されたことによる混乱や、共用区間の複々線化決定により長続きしなかった。

### 多色使用の開始とラインカラー

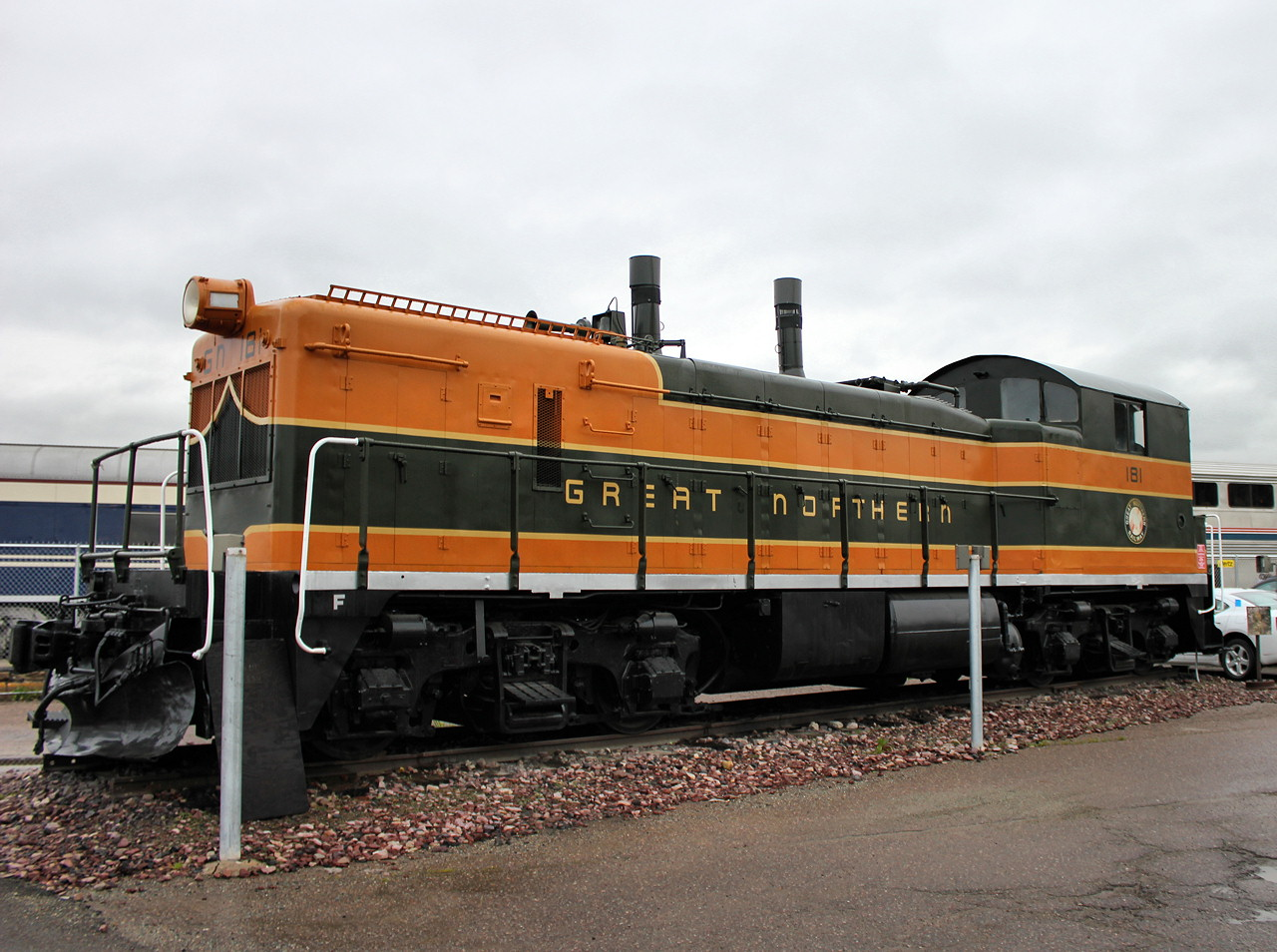
「湘南色」のモデルとなったグレート・ノーザン鉄道のディーゼル機関車

国鉄発足後の1950年、湘南電車に使用される80系電車が緑2号と黄かん色の2色塗りで登場した。この2色塗装パターンは、アメリカのグレート・ノーザン鉄道のディーゼル機関車の塗装にヒントを得たもので、これに近い色合いを採用したものである。オレンジ色は警戒色でもあることから、高速電車の色としてもふさわしいものと考えられた。この塗装デザインは、後に「湘南色」と呼ばれることになる。開始当初から現在まで「沿線のミカンの実と葉の色」として説明されることが多いが、これは後付けの理由によるものである。
同時期、横須賀線の車両では青2号とクリーム2号の2色塗りが採用された。これが「横須賀色（スカ色）」と呼ばれる。のち、「スカ色」は若干色合いの異なる青15号とクリーム1号に変更されたが、現在も使用されている。こちらは、海沿いに向かうため「白砂青松を表現した色」として宣伝されることになった。
1950年（昭和25年）6月に京阪神地区の「関西急電」にも80系電車が投入されることになった。この車両では大阪鉄道管理局の意向を汲み、塗り分けパターンは標準の80系に合わせつつ、戦前のモハ52形に通ずる濃いクリーム色（クリーム3号）とマルーン（ぶどう色3号）の2色塗りが採用された。
また、1956年（昭和31年）11月19日の東海道本線の全線電化時、特急「つばめ」「はと」に用いられる車両に明るい塗装を施し、全線電化のPRを行なう方針がまとまり、EF58形電気機関車と客車には淡緑5号一色の塗装が施された。その色から「青大将」と呼ばれることになった。
通勤形電車においては、1957年（昭和32年）に中央線に投入された90系電車（後の101系）にオレンジバーミリオン（朱色1号）が採用され、イメージチェンジが図られた。その後、新たな線区に通勤形電車が投入されるたびに、誤乗防止の観点などからカナリアイエロー（黄5号）やウグイス色（黄緑6号）といった新たな色が制定され、路線別カラー（ラインカラー）が普及することとなった。路線別のカラーは他の鉄道事業者（特に地下鉄で顕著）にも波及し、今もなお各社で使用されている点で大きな功績といえる。
これらの多くの色を使用した塗装は、それまで無味乾燥だった国鉄車両に文字通り色を添えることになり、国鉄車両はカラフル化の一途をたどっていったが、国鉄時代は1両の側面や妻面に塗られる色数は「原則的に2色まで」であった。塗色の多色化が進むのは、国鉄分割民営化後のことである。

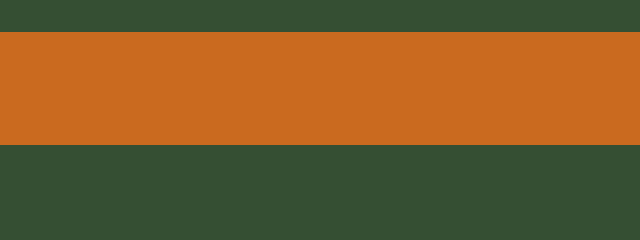
湘南色（緑2号と黄かん色）
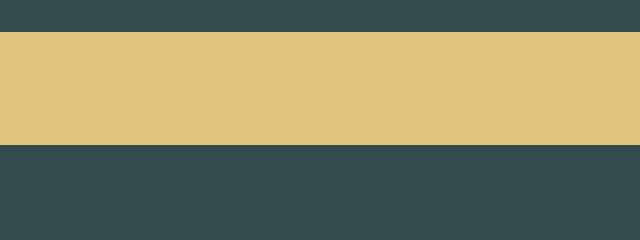
初期のスカ色（青2号とクリーム2号）
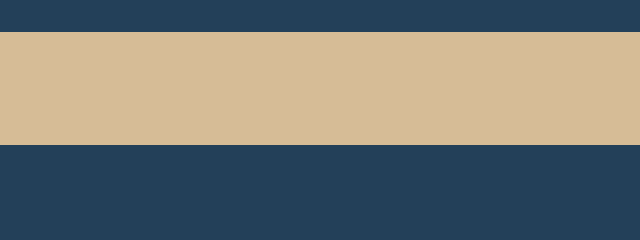
1963年以降のスカ色（青15号とクリーム1号）
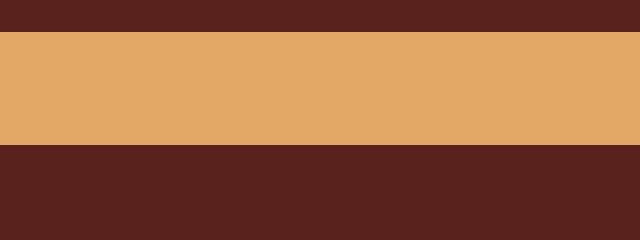
関西急電色（ぶどう色3号とクリーム3号）

### 国鉄車両関係色見本帳
1950年代前半までは、必要の都度塗料メーカーが塗料見本板を作成し、国鉄工作局の承認を得た上で車両工場・メーカーへと配布していた。使用している色数が少なかった頃はこれで問題なかったが、1950年代には多くの色が車両に使用されるようになってきた。このため国鉄では、1953年に、車両色彩の基本的な指針を決定するべく、日本鉄道技術協会に車両の色彩調節の研究を委託した。また、この時代からマンセル記号により色を表現するようになった。
1956年に、国鉄車両に使われる塗装の色をまとめた見本帳として作成されたのが「国鉄車両関係色見本帳」である。当初は車内の色のみマンセル記号が併記されていたが、1959年に作成された第2版では、全ての色にマンセル記号が併記されることになった。また、この見本帳に掲載された色は、「何色何号」と呼ばれるようになった。この色見本帳に掲載された色は、国鉄制定色と呼ばれている。
この見本帳は、印刷ではなく実際の塗料を使った見本であり、またマンセル記号も記載されているため、塗装の時期や工場ごとに色合いが異なる状態はなくなり、国鉄のどの工場でもほぼ同じような色で塗装できることになった。後の車両塗装の標準化にも貢献したといえる。

### 用途別の塗色標準化
やがて、国鉄車両の色は、その用途別に決められてゆくことになった。地区に関係なく同じ色の車両が走る状況は、結果として車両色の没個性化を招くことになる。

#### 特急形車両の塗色
1958年、特急「こだま」用の20系電車（後の151系電車）の登場に際し、クリーム4号地に対して窓部分に赤2号を巻いたデザインを決定した。この後に続く特急形の電車と気動車に採用される「国鉄特急色」の始まりである。このカラーリングはヨーロッパで当時運行されていた特急列車『TEE』のカラーを逆転させたものともいわれるが、真相は不明である。
同年に登場した20系客車では、青15号地にクリーム1号の細帯を3本巻いたデザインが採用された。いわゆる「ブルートレイン色」の始まりである。この色と塗り分けはブルートレインを牽引するEF60形500番台、EF65形500番台などの電気機関車にも採用され、ブルートレインとしての存在感と、編成としての美しさをさらに高めた。これらの塗り別けはブルトレ色や特急色などと呼ばれる。その後、新たなコンセプトで1969年（昭和44年）に登場した12系客車で青20号の地色にクリーム10号の2本帯という塗り分けが初めて採用され、12系を特急用に発展させた14系にもこの塗色が受け継がれ、一時は「ニュー・ブルートレイン色」とも呼ばれた。その後新造された改良形からは、塗装の省力化のため細帯がステンレス帯に変わるものの、寝台特急の標準色として親しまれてゆくことになる。
また、寝台電車の581系電車においては、クリーム1号の地色に対し、雨とい・窓まわり・裾の帯が青15号という寝台特急（客車）用の組み合わせを引き継いでおり、明暗の塗り分けパターンをそれまでの特急形と揃えつつ、窓まわりの帯をひときわ広くすることで、昼行・夜行兼用車両であることを表現している。

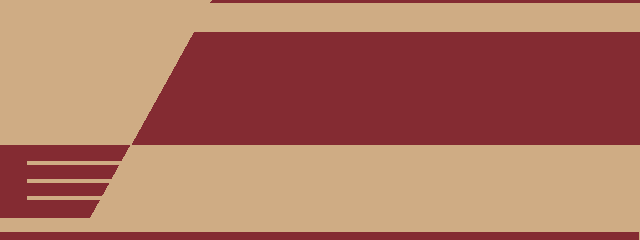
特急色（クリーム4号と赤2号）
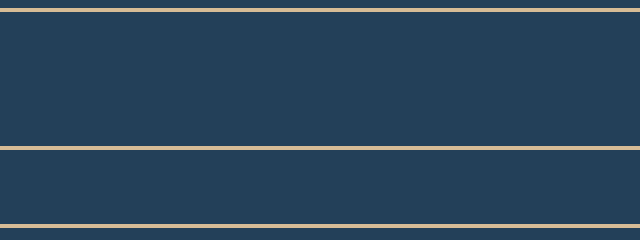
ブルートレイン色（青15号とクリーム1号）
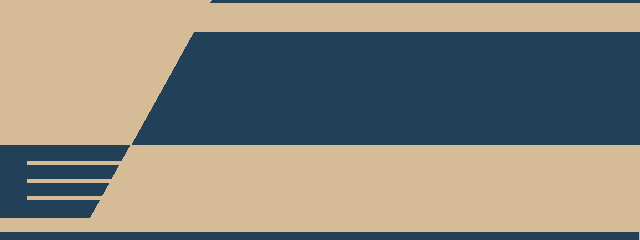
寝台電車色（クリーム1号と青15号）

#### 修学旅行用車両の塗色
1959年に登場した修学旅行列車用82系電車（後の155系）に初めて採用された塗色で、窓周りを黄色（黄1号）、腰板幕板を朱色（朱色3号）としており、公募によって決定されたが、黄色は後年黄5号に変更された。その後、同じ修学旅行用として製造された159系電車や167系電車、キハ58形・キハ28形800番台気動車にも採用され、画一化された塗色の国鉄車両の中で異彩を放っていたが、1977年の国鉄色の色数整理にともなって廃止された。

#### 電源方式別の塗色
1958年に登場した初の準急形電車である91系電車（後の153系電車）では、直流電化区間を走行することから「湘南色」が採用された。この時点で、「湘南色」は直流用の近郊形から急行形までの、事実上の標準色として使用されることになる。また、「スカ色」についても、旧型国電などの色として使用されるケースが多くなり、こちらも直流近郊電車の事実上の標準色となっていたといえる。また、新性能直流電気機関車は、1965年に青15号地にクリーム1号の前面警戒色が標準色と決められた。
1959年に登場したED70形交流電気機関車では、初めて赤2号の外板色が正式採用となった。この後、交流型電気機関車・電車の標準色とされることになり、711系電車でも外板色として採用された。
交流直流両用電車においては、1960年の401系・421系電車の登場時に赤13号という外板色がまず決められた。当初は警戒色としての飾り帯は商用電源周波数別に分けられていたが、急行形交直両用電車が登場する際に、組み合わせ色としてクリーム4号が採用されたのを機に、飾り帯の色も同色に揃えられた。赤13号は交直両用機関車の標準色にも採用されている。

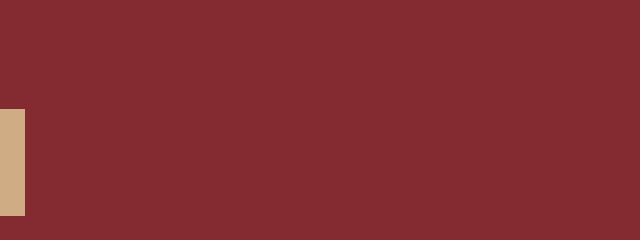
近郊形交流電車の色（赤2号とクリーム4号）
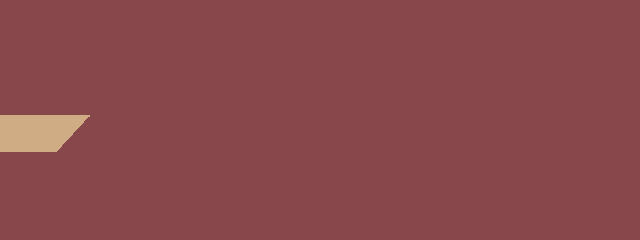
近郊形交直流電車の色（赤13号とクリーム4号）
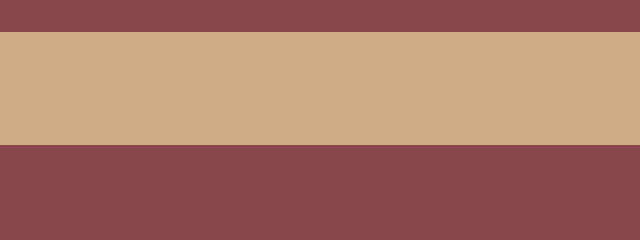
急行形交直流電車の色（赤13号とクリーム4号）

#### 気動車の塗色
気動車においては、1956年に準急型気動車として登場したキハ55系気動車において、クリーム2号地に赤2号の細帯という2色塗りが採用されていた。1958年に初めて気動車による急行列車を運行することになり、PR上からも急行色の制定が必要とされたため、クリーム4号を使用して、窓周りに赤11号の帯を巻いたデザインが採用された。
また、一般形気動車については、戦前からの2色塗りデザインが既に存在していたが、耐候性が弱いために新たに標準色を制定することになり、1959年9月に一般形気動車の新しい標準色としてクリーム4号と朱色4号の2色塗りが採用された。
一般形気動車においては、1976年には首都圏での省力化のため、朱色5号一色とすることが決まり、これは通称「首都圏色」と呼ばれた。しかし、首都圏のみならず、ほとんどの一般形気動車が「首都圏色」に塗られることになり、1977年に登場したキハ40系気動車は、当初から朱色5号一色で登場した。
1963年に落成したDD51形ディーゼル機関車（2号機以降）は島秀雄が提案したとされる朱色4号をベースに屋根上を灰色とし、その境に白帯を配した塗装を採用し、これが国鉄ディーゼル機関車の標準色となった。

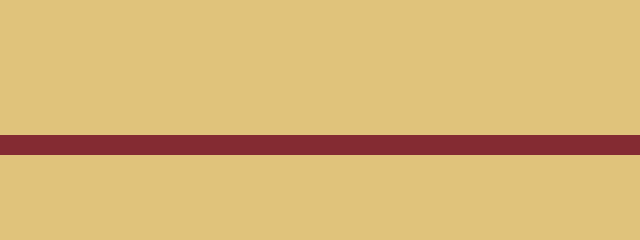
準急形気動車色（クリーム2号と赤2号）
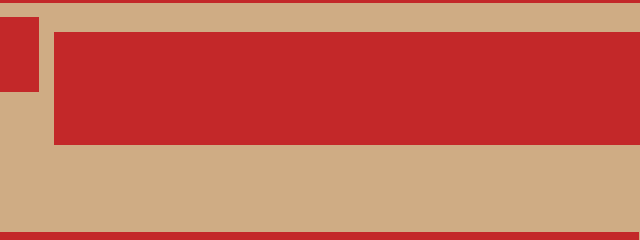
急行形気動車色（クリーム4号と赤11号）
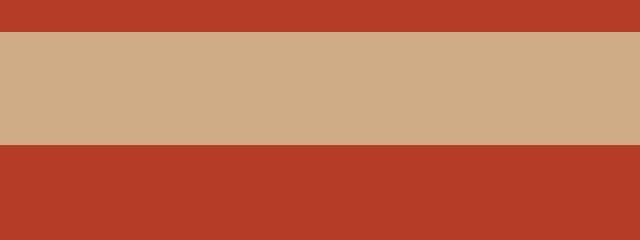
一般形気動車色（朱色4号とクリーム4号）

#### 大阪地区の独自性
戦前戦後の急行電車の独自塗色にも見られるが、同じ国有鉄道という組織の内にありながら、大阪地区は東京地区とは異なる路線を採ろうとすることが多かった。80系快速色の消滅後、一時的に大阪地区独自の塗色は途絶えていたが、1972年の新幹線岡山開業により急行運用が消滅して余剰となった153系電車を新快速に投入することとなり、大阪鉄道管理局は、シルバーグレー（灰色9号）にスカイブルー（青22号）の帯を巻いた新塗色を設定してイメージアップを図った。同様の塗装は阪和線の新快速（113系電車）に波及した他、帯を春日大社の鳥居をイメージした朱色3号に変えた塗色が、1973年に電化された関西線113系に出現した。これは、地域色のはしりともいえるものである。

#### 私鉄への影響
なお、島原鉄道や南海電気鉄道など国鉄に車両を乗入れさせていた私鉄では、国鉄と同じ車両を導入したり国鉄の車両と仕様を合わせるなどしたため、同時に塗装も同じものを採用する場合が多かった。
また、水島臨海鉄道など国鉄から車両の払下げを受けた鉄道会社でも、結果的に国鉄色を導入する場合があった。

### 地域別の色へ
1970年代後半になると、国鉄再建において地域密着経営が謳われる中、地域の事情に応じたカラーリングの車両を走らせるという思想が現れることになる。
その嚆矢ともいえるのは、1979年に登場した117系電車で、前述の関西急電色を彷彿させるクリーム1号地にぶどう色2号の帯を巻いたデザインで登場した。また、福塩線に投入された105系電車では、黄5号地に青20号の帯を巻いたデザインが、身延線の新性能電車への置き換えのために投入した115系電車では、赤2号地にクリーム10号の帯を巻いたデザインが採用された。特急形においても、1981年に登場した185系電車では、クリーム10号地に緑14号の斜めストライプを3本入れるという、当時の国鉄としては斬新なデザインが採用された。
また、ほとんど「首都圏色」のみとなっていた気動車においても、この考え方は波及することになり、1985年には相模線のキハ35系気動車において、クリーム1号地に青20号の帯というデザインが採用された。

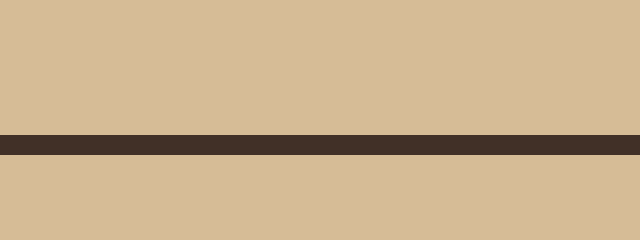
117系電車の色（クリーム1号とぶどう色2号）
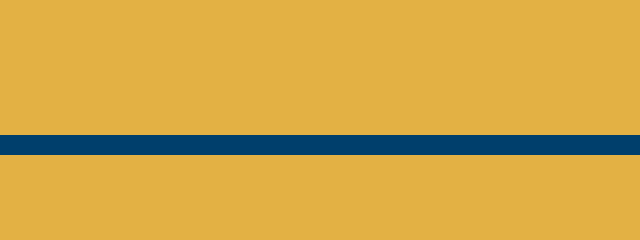
福塩線の色（黄5号と青20号）
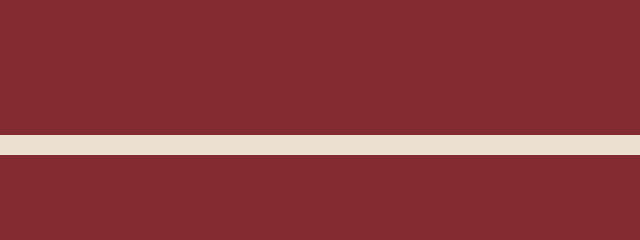
身延線の色（赤2号とクリーム10号）
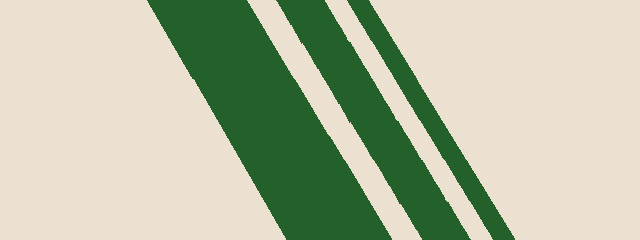
185系電車（クリーム10号と緑14号）

このように、一部の地域・路線を走る車両にのみ専用の塗装するという考え方は全国的に拡大し、多くの地域カラーを生み出した。この動きはJR化によって更に顕著となり、イメージチェンジも図られることになった。この結果、国鉄色をまとった車両は急速に減少することになった。

### リバイバルカラー
JR化後、地域カラーが増えた事はもとより国鉄形車輌の淘汰も始まり、徐々に希少価値を生む様になってきた。そのため、鉄道ファンの間における国鉄色人気は上昇した。
この結果、JR各社では一旦地域カラーに変更した車輌を、再び国鉄色に戻す例が多く現れるようになった。また、JR発足後に登場した車両でも国鉄色に塗装変更された車両も登場している。この事例は私鉄にも影響を与え、私鉄においても旧塗装の復活等が行われるようになった（リバイバルトレインも参照の事）。

## 国鉄制定色一覧
| 色名称       | 色見本 | マンセル記号   | 16進表記 | RGB         | 国鉄部内での慣用色名称 | 主な路線・車体色 |
| ------------ | ------ | -------------- | -------- | ----------- | ---------------------- | --- |
| 赤1号        |        | 6R 3.8/13      | B2152B   | 178,21,43   | 赤                     | 郵便車の「〒」マーク 711系電車（赤2号からの塗り替え後）                                                                                 |
| 赤2号        |        | 4.5R 3.1/8.5   | 842B32   | 132,43,50   | えんじ                 | 交流車両の地色 EF81形のJR東日本所属機 1958年以降の特急車両の帯色                                                                        |
| 赤3号        |        | 7.5R 3.5/5     | 7A453D   | 122,69,61   | 赤茶色                 | コキ50000形 ホキ9500形 |
| 赤7号        |        | 5.5R 2.5/3.3   | 563533   | 86,53,51    | マルーン               | 「サロンエクスプレス東京」→「ゆとり」の地色                                                                                             |
| 赤11号       |        | 7.5R 4.3/13.5  | C32829   | 195,40,41   | スカーレット           | 157系電車初期の帯色 急行形気動車の帯色 DD54形の地色                                                                                     |
| 赤13号       |        | 3.5R 3.8/6     | 88474B   | 136,71,75   | 小豆色                 | 交直流車両の地色 |
| 赤14号       |        | 4.1R 4.1/15.5  | C9242F   | 201,36,47   |                        | 121系電車初期の帯色 京葉線 |
| 赤15号       |        | 6.9R 3.4/11.1  | 9C2024   | 156,32,36   |                        | 八高線キハ38形 |
| 赤16号       |        | 8R 4/16        | C2050F   | 194,5,15    |                        | JR北海道キハ54形500番台 |
| ぶどう色1号  |        | 5YR 1.5/2      | 35271D   | 53,39,29    |                        | 戦前の旧型車両ほぼ全般 |
| ぶどう色2号  |        | 2.5YR 2/2      | 413027   | 65,48,39    | ぶどう色               | 戦後の旧型車両ほぼ全般 117系の帯色 |
| ぶどう色3号  |        | 7.5R 2/6       | 58211C   | 88,33,28    |                        | 関西急電用の地色 |
| とび色2号    |        | 3.5YR 3.8/3.5  | 735340   | 115,83,64   | とび色                 | ワキ5000形 ワム80000形 |
| 朱色1号      |        | 0.5YR 5.3/8.8  | C16543   | 193,101,67  | オレンジバーミリオン   | 中央線快速 大阪環状線 武蔵野線 |
| 朱色3号      |        | 8.5R 5/15      | E03625   | 224,54,37   | 朱色                   | 修学旅行用車両の地色 113系（関西線）の帯色                                                                                              |
| 朱色4号      |        | 9R 4.3/11.5    | B53D27   | 181,61,39   | 金赤色                 | ディーゼル機関車、一般気動車の地色 |
| 朱色5号      |        | 8.3R 5/11.1    | CA4F3C   | 202,79,60   | 柿色                   | 一般形気動車（通称「首都圏色」） |
| 黄1号        |        | 2.5Y 8/13.3    | FDBC00   | 253,188,0   | 黄色                   | 中央・総武緩行線ステンレス車の帯色 タキ5450形のタンク部分                                                                               |
| 黄4号        |        | 4.5Y 8.3/6.8   | EACD6F   | 234,205,111 | 薄黄色                 | 食堂車の椅子の色 |
| 黄5号        |        | 2.5Y 7.5/8.8   | E3B144   | 227,177,68  | マリーゴールドイエロー | 鋼製車時代の中央・総武緩行線など |
| 黄6号        |        | 5Y 9/4.7       | F7E19E   | 247,225,158 | 薄卵色                 | 「サロンエクスプレス東京」の帯色 |
| クリーム1号  |        | 1.5Y 7.8/3.3   | D6BC96   | 214,188,150 | 薄茶色                 | 横須賀線塗装（通称「スカ色」）の帯色 |
| クリーム2号  |        | 4Y 8/5.5       | E0C37B   | 224,195,123 |                        | 横須賀線塗装（通称「スカ色」）のかつての帯色                                                                                            |
| クリーム3号  |        | 7.5YR 7.3/7    | E2A665   | 226,166,101 |                        | 関西急電・阪和急行用の帯色 |
| クリーム4号  |        | 9YR 7.3/4      | CFAC84   | 207,172,132 | 小麦色                 | 特急形電車・気動車の地色 一般形気動車の帯色 ホキ2200形                                                                                  |
| クリーム9号  |        | 2.5Y 7.8/1.5   | CABEAC   | 202,190,172 | アイボリー             | |
| クリーム10号 |        | 1.5Y 9/1.3     | ECE0D1   | 236,224,209 | アイボリーホワイト     | 0系・200系新幹線、185系、415系などの地色                                                                                                |
| クリーム12号 |        | 5.4Y 9/0.87    | E6E1D5   | 230,225,213 | クリームホワイト       | |
| 黄かん色     |        | 4YR 5.5/11     | CA6A1F   | 202,106,31  | みかん色               | 「湘南色」の帯色 JR東海統一色 |
| 黄かっ色1号  |        | 8.5YR 5.5/5.5  | A57C4A   | 165,124,74  | 黄褐色                 | |
| 黄かっ色2号  |        | 2.5Y 5.5/4     | 988054   | 152,128,84  |                        | キハ52形（大糸線）の色 |
| 淡緑1号      |        | 10GY 7/1.8     | 9EAE9C   | 158,174,156 | 薄緑色                 | 車内の客室化粧板に使用 |
| 淡緑3号      |        | 1.5G 6/2.5     | 7B9681   | 123,150,129 | ミストグリーン         | タキ1900形 （大量集約輸送用） |
| 淡緑5号      |        | 0.5G 4.3/2.8   | 546C55   | 84,108,85   |                        | 東海道線電化直後の特急客車の地色。通称「青大将色」                                                                                      |
| 淡緑6号      |        | 10GY 7.3/4     | 97BC94   | 151,188,148 | 若葉色                 | グリーン車窓下の識別帯 |
| 淡緑7号      |        | 2.5GY 7.5/1    | BAB8A9   | 186,184,169 | シルバーグリーン       | |
| 黄緑6号      |        | 7.5GY 6.5/7.8  | 7BAB4F   | 123,171,79  | 萌黄色                 | 山手線、コンテナの地色 |
| 黄緑7号      |        | 9GY 6.6/10.5   | 57B544   | 87,181,68   | 黄緑色                 | グリーン車のマーク |
| 緑1号        |        | 3BG 3.5/5.5    | 005E54   | 0,94,84     |                        | 阪和急行用の地色 |
| 緑2号        |        | 10GY 3/3.5     | 354F33   | 53,79,51    | ダークグリーン         | 「湘南色」、「トワイライトエクスプレス」の地色                                                                                          |
| 緑14号       |        | 10GY 3.53/6.7  | 246029   | 36,96,41    | モスグリーン           | 東北・上越新幹線200系電車、185系電車の帯色                                                                                              |
| 緑15号       |        | 5.5G 4.3/6.5   | 2E8B57   | 46,139,87   |                        | 211系の湘南色の緑部分 埼京線、横浜線の帯色                                                                                              |
| 緑16号       |        | 6.4G 2.9/7.0   | 005239   | 0,82,57     |                        | JR四国キハ185系（民営化前） |
| 灰緑色2号    |        | 10G 5.5/2      | 6D8881   | 109,136,129 | 灰緑色                 | |
| 灰緑色3号    |        | 1BG 3.8/2.8    | 43625B   | 67,98,91    | スレートグリーン       | 運転台地色 |
| 青緑1号      |        | 2BG 5/8        | 009786   | 0,151,134   | エメラルドグリーン     | 常磐快速線 なのはな窓下帯の色 加古川線                                                                                                  |
| 青緑6号      |        | 4.3BG 1.9/3.4  | 003835   | 0,56,53     | 鉄色                   | サロンカーなにわ なのはなの窓周りと裾                                                                                                   |
| 青1号        |        | 2B 4.8/4       | 417A83   | 65,122,131  |                        | 旧2等車（→新1等車）の帯色 |
| 青2号        |        | 2.5B 3/2.3     | 324C51   | 50,76,81    | ウルトラマリン         | 横須賀線塗装（通称「スカ色」）のかつての地色                                                                                            |
| 青3号        |        | 5PB 2/3        | 2A3444   | 42,52,68    |                        | 戦前の気動車 |
| 青9号        |        | 2PB 5/6        | 52799E   | 82,121,158  | そら色                 | |
| 青15号       |        | 2.5PB 2.5/4.8  | 234059   | 35,64,89    | インクブルー           | 旧型客車、20系客車 1970年代の直流形車両 横須賀線塗装（通称「スカ色」）の地色・帯色（E217系未更新車まで）                                |
| 青19号       |        | 8.8B 4.2/3.6   | 496779   | 73,103,121  | スレートブルー         | |
| 青20号       |        | 4.5PB 2.5/7.8  | 003F6C   | 0,63,108    | ブライトブルー         | 東海道新幹線 12系・14系以降の急行・特急形客車の地色 常磐線（交直流電車）の帯色 横須賀線塗装（通称「スカ色」）の帯色（E217系更新車以降） |
| 青22号       |        | 3.2B 5/8       | 00859E   | 0,133,158   | みず色                 | 103系までの京浜東北線 C35形コンテナ JR貨物コーポレートカラー                                                                            |
| 青23号       |        | 2.6PB 3.3/6.0  | 004F8A   | 0,79,138    |                        | 国鉄型車両のJR九州色の帯色 |
| 青24号       |        | 1.3B 5.3/8.6   | 00B2E5   | 0,178,229   |                        | 205系京阪神緩行線 E233系京浜東北線等ステンレス車の帯色                                                                                  |
| 青25号       |        | 1.1PB 4.2/13.4 | 006FBD   | 0,111,189   |                        | 415系1500番台（JR九州所属車）の帯色 |
| 青26号       |        | 6.2B 6/11.2    | 00acd1   | 0,172,209   |                        | JR四国のコーポレートカラー 国鉄型車両のJR四国塗装                                                                                       |
| 薄茶色4号    |        | 8.5YR 6.8/2    | B4A18E   | 180,161,142 | サンドベージュ         | 特急形電車グリーン車壁面 165系「ムーンライトえちご」                                                                                    |
| 薄茶色5号    |        | 2YR 6.8/6      | D99574   | 217,149,116 | 肌色                   | |
| 薄茶色6号    |        | 5YR 6.8/1      | AEA29B   | 174,162,155 | 茶ねずみ色             | 特急形電車普通車壁面 |
| 薄茶色13号   |        | 9YR 8/1.4      | D1C3B5   | 209,195,181 | 薄茶色                 | |
| 薄茶色14号   |        | 10YR 8.5/1.2   | DDD2C5   | 221,210,197 | 白茶色                 | |
| 薄茶色15号   |        | 6.3YR 4.2/2.7  | 765F4B   | 118,95,75   | ココアブラウン         | |
| 薄茶色17号   |        | 8.6YR 6/3.7    | A98A68   | 169,138,104 | ベージュ               | |
| 黒           |        | N 1.5          | 2A2A2A   | 42,42,42    |                        | 蒸気機関車 多くの貨車 |
| ねずみ色1号  |        | N 5            | 767676   | 118,118,118 | ねずみ色               | 国鉄型ディーゼル機関車の車体上半分の地色                                                                                                |
| 灰色1号      |        | N 6            | 8F8F8F   | 143,143,143 | 灰色                   | |
| 灰色8号      |        | N 7            | AAAAAA   | 170,170,170 | シルバーグレー         | 地下鉄乗入れ車の地色 |
| 灰色9号      |        | N 8            | C5C5C5   | 197,197,197 | パールホワイト         | 関西地区快速車両の地色 |
| 灰色16号     |        | N 8.5          | D3D3D3   | 211,211,211 | フロスティホワイト     | |
| 白           |        | N 9.2          | E8E8E8   | 232,232,232 |                        | |
| 白3号        |        | N 9.3          | E7E7E8   | 231,231,232 |                        | 東海道新幹線100系以降の地色 |